# Jagdstaffel 24
La Jagdstaffel 24 (in tedesco: Königlich Sächsische Jagdstaffel Nr 24, abbreviato in Jasta 24) era una squadriglia (staffel) da caccia della componente aerea del Deutsches Heer, l'esercito dell'Impero tedesco, durante la prima guerra mondiale (1914-1918).

## Storia
La Jagdstaffel 24 venne fondata il 25 ottobre 1916 a Mörchingen, la prima base aerea utilizzata dalla nuova formazione aerea. Non essendo disponibili velivoli per la nuova unità, cinque piloti della Jasta 24 furono distaccati presso la Jagdstaffel 14 e altri due inviati alla Feldflieger Abteilung 12 per ulteriore addestramento. I primi aerei Albatros D.II arrivarono nel dicembre del 1916 riuscendo a comporre le prime pattuglie della squadriglia solo nel gennaio 1917. In seguito arrivarono anche aerei Albatros D.III e Pfalz. La Jasta 24 perse il suo primo pilota in combattimento il 6 febbraio e ottenne la prima vittoria aerea il 25 febbraio.
Durante la sua lunga formazione, la squadriglia rimase a disposizione dell'Armee-Abteilung A. Dopo lo spostamento presso l'aerodromo di Annelles il 16 aprile 1917, furono assegnati alla 1ª Armata. Si trasferirono a sostegno della 5ª armata il 12 giugno 1917 per poi, due settimane dopo, supportare le azioni belliche della 4ª Armata a Heule. Vennero poi trasferiti a sostegno della 18ª Armata dove rimasero fino alla fine della guerra.
La Jagdstaffel 24 operò per pochissimo tempo da sola. Infatti a partire dal 26 giugno 1917 venne inserita in quattro diversi Jagdgruppen istituiti per aumentare la forza di combattimento aereo. Venne prima inserita nel Jagdgruppe 7 sotto il comando di Rudolf Berthold insieme alle Jagdstaffeln 18, 31 e 36. In seguito venne unita al Jagdgruppe 1 insieme alle Jagdstaffeln 8, 17 e 48. La Jasta 24 e la Jasta 48 poi furono inserite nel Jagdgruppe Sud sotto il comando di Kurt Küppers. In ultimo venne spostata nel Jagdgruppe 12 dove prestò servizio insieme alla Jagdstaffel 44 e alla Jagdstaffel 79.
All'inizio dell'estate del 1918 la Jasta 24 venne equipaggiata con aerei Fokker D.VII.
Hasso von Wedel è stato l'ultimo Staffelführer (comandante) della Jagdstaffel 24, dal 21 agosto del 1918 fino alla fine della guerra.
Alla fine della prima guerra mondiale, alla Jagdstaffel 24 vennero accreditate 90 vittorie aeree di cui 1 per l'abbattimento di palloni da osservazione. Di contro, la Jasta 24 perse 7 piloti, 2 morirono in incidenti aerei, uno fu fatto prigioniero di guerra e 5 furono feriti in azione.

## Lista dei comandanti della Jagdstaffel 24
Di seguito vengono riportati i nomi dei piloti che si succedettero al comando della Jagdstaffel 24.
| Grado | Nome                 | Periodo                           |
| ----- | -------------------- | --------------------------------- |
|       | Konstantin von Braun | 1º dicembre 1916 - 29 giugno 1917 |
|       | Heinrich Kroll       | 29 giugno 1917 - 17 ottobre 1917  |
|       | Rudolf Hepp          | 17 ottobre 1917 - 6 novembre 1917 |
|       | Heinrich Kroll       | 6 novembre 1917 - 11 aprile 1918  |
|       | Rudolf Hepp          | 11 aprile 1918 - 2 maggio 1918    |
|       | Heinrich Kroll       | 2 maggio 1918 - 14 agosto 1918    |
|       | ?                    | 14 agosto 1918 - 21 agosto 1918   |
|       | Hasso von Wedel      | 21 agosto 1918 - 11 novembre 1918 |

## Lista delle basi utilizzate dalla Jagdstaffel 24
- Mörchingen: 25 ottobre 1916 – 15 aprile 1917
- Annelles, Francia: 16 aprile 1917 – 11 giugno 1917
- Chassogne Ferme: 12 giugno 1917 – 26 giugno 1917
- Heule, Belgio: 27 giugno 1917 – 8 settembre 1917
- Harelbeke: 8 settembre 1917 – 22 novembre 1917
- Émerchicourt: 23 novembre 1917 – 27 dicembre 1917
- Guise: 28 dicembre 1917 – 20 marzo 1918
- Pleine-Selve, Francia: 20 marzo 1918 – 27 marzo 1918
- Villeselve, Francia: 27 marzo 1918 – 8 aprile 1918
- Ercheu, Francia: 8 aprile 1918 – 11 agosto 1918
- Guizancourt, Francia: 11 agosto 1918 – 15 agosto 1918
- Clastres, Francia: 15 agosto 1918 – 27 agosto 1918
- Chevresis-Monceau, Francia: 27 agosto 1918 – 5 settembre 1918
- Guise, Francia: 5 settembre 1918 – 12 ottobre 1918
- La Chapelle, Francia: 12 ottobre 1918 – 20 ottobre 1918
- Donstiennes, Belgio: 20 ottobre 1918 – 8 novembre 1918
- Graux, Belgio: 8 novembre 1918 – 11 novembre 1918

## Lista degli assi che hanno prestato servizio nella Jagdstaffel 24
Di seguito vengono elencati i nomi dei piloti che hanno prestato servizio nella Jagdstaffel 24 con il numero di vittorie conseguite durante il servizio nella squadriglia e riportando fra parentesi il numero di vittorie aeree totali conseguite.
| Asso                | Vittorie |
| ------------------- | -------- |
| Heinrich Kroll      | 28 (33)  |
| Friedrich Altemeier | 21       |
| Fritz Thiede        | 5 (8)    |
| Kurt Ungewitter     | 5 (7)    |
| Wolfgang Güttler    | 4 (8)    |
| Hasso von Wedel     | 3 (5)    |
| Julius Fichter      | 2 (7)    |
| Alwin Thurm         | 1 (5)    |

## Lista degli aerei utilizzati della Jagdstaffel 24
- Albatros D.II
- Albatros D.III
- Fokker D.VII